# Bright Lights (1935)
Bright Lights (Brasil: Pilhérias da Vida ) é um filme dirigido por Busby Berkeley em 1935 e estrelado por Joe E. Brown.

## Trama
O feliz casamento de Joe (Joe E. Brown) é ameaçado quando uma herdeira se apaixona por ele.[carece de fontes?]

## Elenco
- Joe E. Brown - Joe Wilson
- Ann Dvorak - Fay Wilson
- Patricia Ellis - Claire Whitmore
- William Gargan - Dan Wheeler
- Joseph Cawthorn - Oscar Schlemmer
- Henry O'Neill - J.C. Anderson
- Arthur Treacher - Wilbur
- Gordon Westcott - Wellington
- Joseph Crehan - atendente de Correios
- William Demarest - detetive
- The Maxellos - acrobata